# Rustsvampe-klassen
Rustsvamp-klassen (Urediniomycetes) er en klasse indenfor svamperiget.
| Ordener |

- Agaricostilbales
- Atractiellales
- Erythrobasidiales
- Microbotryales
- Rustsvampe (Uredinales)
- Septobasidiales
- Sporidiales

Hertil er der nogle familier, som ikke hører ind under nogle ordener.
| Familier |

- Heterogastridiaceae
- Platygloeaceae